# San Pablo de Borbur
San Pablo de Borbur – miasto w Kolumbii, w departamencie Boyacá.